# Protect Your Light
Protect Your Light ist ein Jazzalbum der Formation Irreversible Entanglements. Die um 2022/23 im Van Gelder Studio, Englewood Cliffs, New Jersey und im Figure 8 Recording, Brooklyn entstandenen Aufnahmen erschienen am 8. September 2023 auf Impulse! Records.

## Hintergrund
Die Lyrikerin Camae Ayewa (alias Moor Mother), der Saxophonist Keir Neuringer und der Bassist Luke Stewart trafen sich zum ersten Mal bei einer Kundgebung gegen Polizeibrutalität des NYPD. Hinzu kamen dann einige Monate später der Trompeter Aquiles Navarro und der Schlagzeuger Tcheser Holmes. Gemeinsam bildeten sie Irreversible Entanglements. Dieses Ostküsten-Quintett hat nach Ansicht des Guardian zunächst auf drei Alben für das Chicagoer Independent-Label International Anthem einen furchteinflößenden Weg geebnet und dabei Free Jazz, gesprochenes Wort und politischen Protest kombiniert.
Irreversible Entanglements ist eine Band, die auf Improvisation basiert, notierte Matthew Ismael Ruiz in Pitchfork. Ihre Live-Shows würden typischerweise als einzelnes Musikstück präsentiert, wobei eine Bewegung nahtlos in die nächste übergehe, während sie ihre antikoloniale und antifaschistische Haltung durch Klang erforschten. Ihre ersten drei Alben hätten diesen Ansatz widergespiegelt. Ihr selbstbetiteltes Debütalbum entstand 2017 an einem einzigen Tag in Brooklyn, dem Ort ihres ersten Auftritts als Musikerkollektiv. Es folgten das von der Kritik gelobte Who Sent You? (2020) und Open the Gates (2021). Ihr viertes Album, Protect Your Light, stellt nach Ansicht von Matthew Ismael Ruiz jedoch eine Abkehr von diesem frei fließenden Prozess dar. Bei den mehrtägigen Aufnahmen nutzte das Ensemble die Werkzeuge des Studios, untersuchte das Material erneut und überlagerte es unterstützt vom Multiinstrumentalisten Shahzad Ismaily im Mehrspurverfahren mit Overdubs. Bei der Produktion spielte jedes Mitglied der Band mehrere Instrumente, was das Album größer klingen lasse als die fünfköpfige Gruppe, die es erstellt hat.

## Titelliste
- Irreversible Entanglements: Protect Your Light (Impulse! 00602455819246)[3]

1. Free Love (Aquiles Navarro) 4:54
2. Protect Your Light (Aquiles Navarro) 3:22
3. Our Land Back (Keir Neuringer) 6:17
4. Soundness (Luke Stewart) 7:30
5. Root ⇔ Branch (Keir Neuringer) 7:31
6. Celestial Pathways (Irreversible Entanglements) 2:51
7. Sunshine (Moor Mother) 5:38
8. Degrees of Freedom (Irreversible Entanglements) 7:09

## Rezeption

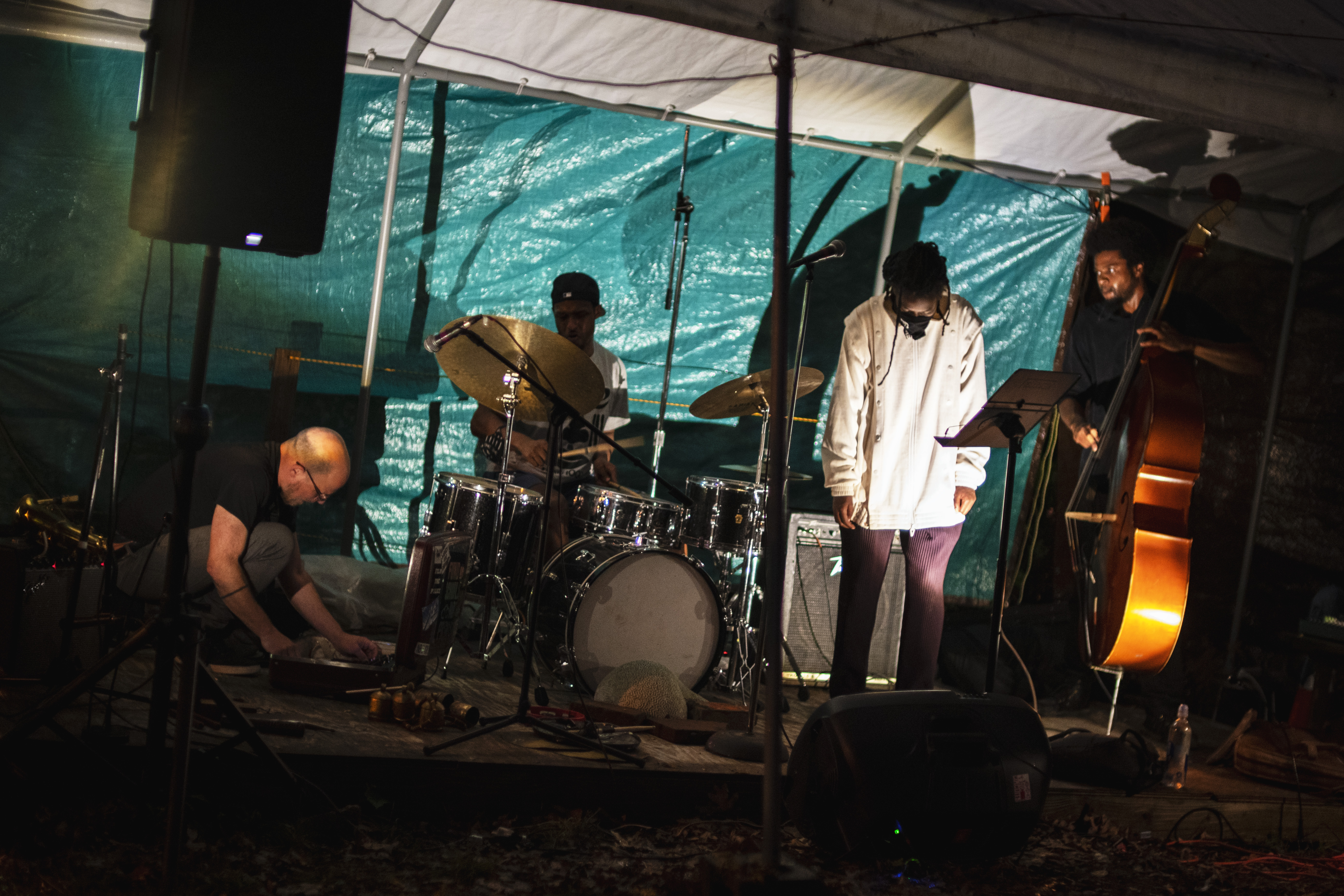
Irreversible Entanglements im Rhizome Arts Space, Washington, DC (2021)

Was den rebellischen Texten Wirkung und Durchhaltevermögen verleihe, sei der Grad der Poesie, der ihnen innewohne, meint Chris May in All About Jazz. Wie bei den Texte von Fela Kuti enthielten die Texte von Moor Mother jede Menge Poesie; wiederholtes Zuhören würde neue Perspektiven offenbaren. Beim Eröffnungstrack und der Single „Free Love“ sei dies vielleicht nicht so offensichtlich. Wie Kutis Musik sei auch die Musik von Irreversible Entanglements sowohl eine Ermahnung an alle, die dazu aufgefordert werden, die Zeit zu nutzen, als auch eine Anprangerung von Ungerechtigkeit und Ausbeutung.
Irreversible Entanglements habe es geschafft, sein Publikum zu erweitern und seine kollektive Vision zu stärken, indem es in der achtjährigen Geschichte des Quintetts keine Kompromisse eingegangen sei, lobt Peter Margasak in The Quietus. Die Band habe sich eine wilde Gemeinschaftsatmosphäre bewahrt, die den Improvisationskern der Band widerspiegle. Natürlich könnte der Wechsel zum Label Impulse! zu Vorwürfen des Ausverkaufs führen, und tatsächlich habe das Quintett mit Protect Your Light ein breiteres Netz geworfen, indem es mehrere Gastmusiker und Sänger engagierte und sogar einige Tracks auf den Markt gebracht hat, die den oft schrillen Ruf nach Gerechtigkeit meiden, der die vorherigen Alben kennzeichnet habe. Aber die Auseinandersetzung mit der Musik mache deutlich, dass das Ensemble so leidenschaftlich und konzentriert bleibe wie eh und je.
Der Wechsel zu dem Mainstream-Label Impulse! und der Aufenthalt im heiligen Rudy Van Gelder Studio hätten zu einem durchdachteren, zugänglicheren Ansatz geführt, urteilt Neil Spencer im Guardian, und die Musik sei dadurch umso besser. Nicht, dass die Gruppe ihren Biss verloren hätte, doch berührender – weniger Sound, weniger Wut – seien Stücke wie „Our Land Back“, in dem Ayewa im Namen der Enteigneten in Palästina, im Irak und in South Carolina spreche. Die Themen seien nicht ausschließlich Protest, so das fröhliche „Free Love“; der Titeltrack rolle etwa auf einem afro-brasilianischen Groove und „Celestial Pathways“ sei leicht und lyrisch. Abwechselnd wütend, feierlich, traurig, hoffnungsvoll – hier sei ein Album für komplexe Zeiten.